# Dan Duryea
Dan Duryea (* 23. Januar 1907 in White Plains, New York; † 7. Juni 1968 in Los Angeles) war ein US-amerikanischer Schauspieler, der besonders durch seine Rollen in Film noirs bekannt wurde.

## Leben
Dan Duryea arbeitete einige Jahre in der Werbebranche und begann 1935 seine Schauspielkarriere am Broadway. Eine seiner erfolgreichsten Rollen dort, die des Schwächlings Leo Hubbard in The Little Foxes, führte ihn 1940 nach Hollywood, wo er ein Jahr später in der Filmversion Die kleinen Füchse auftrat.
„Duryea war ein Spezialist in finsteren Blicken und bösem Grinsen. Zusammen mit seiner scheinbar ungehobelten Spielweise machte ihn dies zu einem der führenden Bösewichte der Leinwand“, schrieb das rororo Filmlexikon. Er drehte mit Regisseur Fritz Lang Ministerium der Angst (1944), Gefährliche Begegnung (1944) und Straße der Versuchung (1945), wo er neben Edward G. Robinson und Joan Bennett auftrat. Es folgten weitere Film noirs wie Roy William Neills Vergessene Stunde (1946) und Robert Siodmaks Gewagtes Alibi (1949) sowie Western wie Anthony Manns Winchester ’73 (1950).
In den 1950er- und 1960er-Jahren wirkte Duryea zunehmend in Fernsehserien mit, darunter Bonanza und Die Leute von der Shiloh Ranch. Er trat jedoch weiterhin auch als Filmdarsteller in Erscheinung, unter anderem als nervöser Flugzeugpassagier in Der Flug des Phoenix (1965) neben James Stewart.
1960 hatte er auf dem Hollywood Walk of Fame für seine Fernsehkarriere einen Stern erhalten (6145 Hollywood Blvd.).

## Privates
Dan Duryea starb 1968 im Alter von 61 Jahren an Krebs. Er war 35 Jahre mit seiner Frau Helen verheiratet, die eineinhalb Jahre vor ihm starb, mit der er die Söhne, Peter (1939–2013) und Richard (* 1942) hatte, die später ebenfalls beide ins Showgeschäft gingen. Sohn Peter Duryea wurde Schauspieler, Richard Duryea Talentsucher.

## Filmografie (Auswahl)
- 1941: Die kleinen Füchse (The Little Foxes)
- 1941: Die merkwürdige Zähmung der Gangsterbraut Sugarpuss (Ball of Fire)
- 1942: That Other Woman – Regie: Ray McCarey
- 1942: Der große Wurf (The Pride of the Yankees)
- 1943: Sahara (Sahara)
- 1944: Man from Frisco – Regie: Robert Florey
- 1944: Tagebuch einer Frau (Mrs. Parkington)
- 1944: Ministerium der Angst (Ministry of Fear)
- 1944: None But the Lonely Heart
- 1944: Gefährliche Begegnung (The Woman in the Window)
- 1945: Main Street After Dark – Regie: Edward L. Cahn
- 1945: The Great Flamarion – Regie: Anthony Mann
- 1945: Die Entscheidung (The Valley of Decision)
- 1945: Der Vagabund von Texas (Along Came Jones)
- 1945: Die Dame im Zug (Lady on a Train)
- 1945: Straße der Versuchung (Scarlet Street)
- 1946: Vergessene Stunde (Black Angel)
- 1946: White Tie and Tails – Regie: Charles Barton
- 1948: Die schwarze Maske (Black Bart)
- 1948: Aus dem Dunkel des Waldes (Another Part of the Forest)
- 1948: Rivalen am reißenden Strom (River Lady)
- 1948: Betrug (Larceny)
- 1949: Gewagtes Alibi (Criss Cross)
- 1949: Vom FBI gejagt (Manhandled)
- 1949: Der blonde Tiger (Too Late for Tears)
- 1949: Kokain (Johnny Stool Pigeon)
- 1950: One Way Street – Regie: Hugo Fregonese
- 1950: Winchester ’73
- 1950: Der Gangsterboß von Rocket City (The Underworld Story)
- 1951: Al Jennings of Oklahoma – Regie: Ray Nazarro
- 1951: Fernruf aus Chicago (Chicago Calling)
- 1953: Die Todesbucht von Louisiana (Thunder Bay) – Regie: Anthony Mann
- 1953: Sky Commando – Regie: Fred F. Sears
- 1953: Das Gangster-Syndikat (36 Hours)
- 1954: Menschenraub in Singapur (World for Ransom) – Regie: Robert Aldrich
- 1954: Ritt mit dem Teufel (Ride Clear of Diablo)
- 1954: Aufruhr in Laramie (Rails Into Laramie) – Regie: Jesse Hibbs
- 1954: Stadt der Verdammten (Silver Lode)
- 1954: This Is My Love – Regie: Stuart Heisler
- 1955: Goldenes Feuer (Foxfire) – Regie: Joseph Pevney
- 1955: Umzingelt (The Marauders) – Regie: Gerald Mayer
- 1955: Sturm-Angst (Storm Fear)
- 1956: Der Engel mit den blutigen Flügeln (Battle Hymn)
- 1957: Ein Toter lügt nicht (The Burglar) – Regie: Paul Wendkos
- 1957: Die Uhr ist abgelaufen (Night Passage)
- 1957: Drei Schritte vor der Hölle (Slaughter on Tenth Avenue) – Regie: Arnold Laven
- 1958: Kathy O’ – Regie: Jack Sher
- 1959: Den Wind im Rücken (Gundown at Sandoval) – Regie: Harry Keller
- 1960: Insel der Sadisten (Platinum High School) – Regie: Charles F. Haas
- 1962: Sechs schwarze Pferde (Six Black Horses) – Regie: Harry Keller
- 1964: Die Revolverhand (He Rides Tall) – Regie: R. G. Springsteen
- 1964: Do You Know This Voice? – Regie: Frank Nesbitt
- 1964: Taggart – Regie: R. G. Springsteen
- 1965: Tanz auf dem Drahtseil (Walk a Tightrope) – Regie: Frank Nesbitt
- 1965: Colorado Saloon 12 Uhr 10 (The Bounty Killer) – Regie: Spencer Gordon Bennet
- 1965: Der Flug des Phoenix (The Flight of the Phoenix)
- 1966: Western-Patrouille (Incident at Phantom Hill)
- 1966: Eine Flut von Dollars (Un fiume di dollari)
- 1967: Ein Fremder auf der Flucht (Stranger on the Run) – Regie: Don Siegel
- 1967: Die Pagode zum fünften Schrecken (Five Golden Dragons)
- 1968: The Bamboo Saucer – Regie: Frank Telford (gedreht 1966)

Fernsehserien
- 1952–1955: China Smith (52 Folgen)
- 1956: Abenteuer im wilden Westen (Zane Grey Theater)
- 1958: Gnadenlose Stadt (Naked City)
- 1959: Bonanza
- 1959: Tausend Meilen Staub (Rawhide)
- 1959: Twilight Zone (The Twilight Zone)
- 1960: Am Fuß der blauen Berge (1 Episode Staffel 2)
- 1962: St. Dominic und seine Schäfchen (Going My Way)
- 1962: Alfred Hitchcock zeigt (The Alfred Hitchcock Hour)
- 1963: Stunde der Entscheidung (Kraft Suspence Theatre)
- 1963: Amos Burke (Burke’s Law)
- 1964: Peyton Place